# Interoperable Object Reference
Interoperable Object Reference（IOR）とは、分散コンピューティングにおける CORBAやRMI-IIOPオブジェクトへの参照の一種である。
CORBA 以外の機構（HTTP、FTP、電子メールなど）でオブジェクト参照の共有を容易にするため、IOR は印字可能な文字列で表現される。文字列化された IOR は、接頭辞 IOR: の後に16進数の文字列が並ぶ。
IOR の内部構造はいくつかの部分に分かれる。各部分は整数コードになっている。コードはObject Management Groupが管理し割り当てている。典型的な IOR には、リモートホストのインターネットアドレス、CORBAサーバが対応しているリモートポート番号、呼び出されるメソッドを持つリモートオブジェクトのクラスを定義する文字列、個々のオブジェクトを識別するキー（ビット列）から構成される。
特定のORBが生成する IOR に、必要な特定のコンポーネントを追加できる特殊なオブジェクト（IOR interceptor）を登録することが可能である。
IOR はビッグエンディアンにもリトルエンディアンにも符号化可能である。IOR にはサポートされている文字コードセットなどといった各種情報を含めることもできる。文字列化された参照よりもDNSサーバを使うことが推奨されるが、DNSサーバ自体を探す必要もあるし、単純な場合には文字列化した方が簡単な場合もある。
文字列化されていない IOR は GIOP 経由でオブジェクトの参照を転送するのに使われる。